# Flickskolemöte
Flickskolemöten eller allmänna flickskolemöten var privata kommittér som hölls sju gånger i Sverige mellan 1879 och 1901 för att utreda och ta upp frågor om flickors utbildning, något som då sköttes av just flickskolorna. 
Flickskolemötena hölls av kommittér av lärare och skolföreståndare och fungerade som debattforum för flickors utbildning, på motsvarande sätt som läroverksmötena, som diskuterade frågor som rörde pojkläroverken under samma tid och som användes som mönster för flickskolemötena. De samlade inte enbart lärare utan också styrelseledamöter för flickskolorna och övriga engagerade inom utbildning för kvinnor. Vid mötena tog man upp aktuella debattämnen, hade ämnessektioner för specialproblem och utgav mötesberättelser och debattreferat. Den slutpunkt som framtogs under mötena var inte bindande. Anna Sandström tillhörde de mer bemärkta deltagarna. Hon närvarade som en av de mest uppmärksammade ledamöterna vid fyra av totalt sju flickskolemöten, där hon under mötena 1886, 1893, 1897 och 1901 företrädde de reformpedagogiska idéerna och ofta inbjöds att som auktoritet inleda debatterna och öppna mötet.
- Flickskolemötet 1879 Det första mötet organiserades i Stockholm på initiativ av Hilda Caselli. Det samlade 517 deltagare av vilka 1/5 var män, i jämförelse med läroverksmötet 1878, som samlade 176 deltagare.Huvudfråga: Definitionen av "högre flickskola" och om eleverna skulle tillåtas välja främmande språk själva.Rekommendation: En högre flickskola skulle ha fem klasser och undervisa i åtminstone ett främmande språk.
- Flickskolemötet 1882 Huvudfråga: Om eleverna borde uppmanas fortsätta sina studier efter konfirmationen.
- Flickskolemötet 1886 Huvudfråga: Skillnaderna mellan flickskolor och pojkläroverk; Orsaken till kvinnliga elevers sjuklighet och hur problemet kunde åtgärdas; mängden arbete på lärorummet för eleverna i särskilda klasser och hur lång tid hemarbetet bör få ta.Rekommendation: Pedaggiskt-hygieniska skrifter borde finnas på flickskolorna.
- Flickskolemötet 1889 Huvudfråga: Bör högre flickskolor ha sju klasser; Bör de högre flickskolorna ha fortsättningskurser och hur ska de i så fall se ut; Bör endast två främmande språk läras ut vid en högre flickskola? Rekommendation: Endast två främmande språk borde läsas.
- Flickskolemötet 1893 Huvudfråga: Begränsning och klar definition av en flickskolas verksamhet.
- Flickskolemötet 1897 Huvudfråga: Den högre kvinnobildningens mål och omfattning.
- Flickskolemötet 1901 Huvudfråga: Bör en avslutningsexamen införas i högre flickskolor? Rekommendation: Nej. Men avgångsbetygen borde få officiell giltighet.